# Nuh (sura)
Nuh (Noè) è la settantunesima Sura del Corano, una sura meccana composta da 28 versetti. Essa prende il nome dal profeta Noè (Nuh), uno dei principali profeti nell'Islam, e racconta la sua storia e il suo messaggio di monoteismo e richiesta di pentimento.

## Contenuto

### L'Invito di Noè alla Verità
Versetti 1-3: Noè invita il suo popolo alla verità, ammonendoli contro l'adorazione degli idoli e invitandoli a pentirsi e adorare solo Allah, il Creatore dei cieli e della terra.

### La Risposta dell'Antico Popolo di Noè
Versetti 4-25: Viene descritta la reazione del popolo di Noè al suo invito alla verità. Essi lo rifiutano e si ribellano, continuando a seguire i loro idoli e rifiutando di ascoltare il suo messaggio di monoteismo.

### La Promessa di Salvezza per i Credenti
Versetti 26-28: Noè prega Allah per la distruzione dei miscredenti e la salvezza dei credenti, e Allah risponde alla sua preghiera promettendo di salvare Noè e coloro che sono con lui sull'arca e di annientare gli altri.

## Analisi
La Sura Nuh sottolinea l'importanza del monoteismo e del pentimento come via verso la redenzione. Raccontando la storia di Noè e del suo popolo, essa offre un monito contro l'ostinazione nell'errore e l'importanza di seguire i messaggeri di Allah. Inoltre, essa illustra la misericordia di Allah verso i credenti e la Sua giustizia nei confronti dei miscredenti. La storia di Noè e del suo popolo è un esempio per i credenti di perseveranza nella predicazione della verità, nonostante l'opposizione e il rifiuto degli altri.